# ماركو ريستيتش
ماركو ريستيتش هو لاعب كرة قدم صربي في مركز ظهير ‏، ولد في 9 مارس 1987 في بوزرفاك (صربيا) في صربيا. لعب مع سلافيا سراييفو ‏.

## وصلات خارجية
- ماركو ريستيتش على موقع قاعدة بيانات كرة القدم.إي يو (الإنجليزية)
- ماركو ريستيتش على موقع Soccerway.com (الإنجليزية)
- ماركو ريستيتش على موقع عالم كرة القدم.نت (الإنجليزية)